# Lophotriccus pileatus
Lophotriccus pileatus là một loài chim trong họ Tyrannidae. Nó được tìm thấy ở Colombia, Costa Rica, Ecuador, Panama, Peru, Venezuela và có thể cả Honduras. Môi trường sống tự nhiên của chúng là rừng đất thấp ẩm nhiệt đới hoặc cận nhiệt đới và rừng trên núi ẩm nhiệt đới hoặc cận nhiệt đới. Nó có những lông vũ nhỏ như vương miện trên đỉnh đầu. Những chiếc lông này dựng lên để thu hút bạn tình hoặc để trông to lớn hơn khi gặp nguy hiểm.